# Синтрофизм
Синтрофизм, синтрофия — тип симбиотического сосуществования, когда один вид живёт за счёт продукции другого вида.
Примеры синтрофии:
- домашние пылевые клещи, потребляющие чешуйки кожи человека;
- организмы, которые могут жить на фекалиях другого вида;
- группировка в почве микроорганизмов, живущих за счёт листовой подстилки. Эти микроорганизмы минерализируют сброшенные листья и производят питательные вещества, которые потребляет растение. Такие взаимоотношения — обратная синтрофия, так как растение так же потребляет продукцию микроорганизмов. Многие симбиотические взаимоотношения основываются на синтрофии[1].

Выдвигаются теории, в которых говорится о синтрофном происхождении эукариот, также существует Гипотеза водорода.
Синтрофия широко распространена среди микроорганизмов и является одним из древнейших механизмов приспособления, выработанных живыми существами в процессе эволюции.